# Dintheria tenuissima
Dintheria tenuissima är en rundmaskart som beskrevs av De Man 1921. Dintheria tenuissima ingår i släktet Dintheria och familjen Bastianiidae. Inga underarter finns listade i Catalogue of Life.